# سانتیوانز
سانتیوانز (به اسپانیایی: Santiváñez) یک منطقهٔ مسکونی در بولیوی است که در شهرداری سانتیوانز واقع شده‌است. سانتیوانز ۱٬۰۴۶ نفر جمعیت دارد.